# Họ Cá cúi
Họ Cá cúi (danh pháp khoa học: Dugongidae) là một họ động vật có vú của Bộ Bò biển (Sirenia). Họ này chỉ có một loài còn sinh tồn là cá cúi (Dugong dugon), cùng với một loài đã bị tuyệt chủng gần đây là bò biển Steller (Hydrodamalis gigas) và một số chi đã tuyệt chủng được biết đến từ các hồ sơ hóa thạch. Họ này được Gray miêu tả năm 1821.

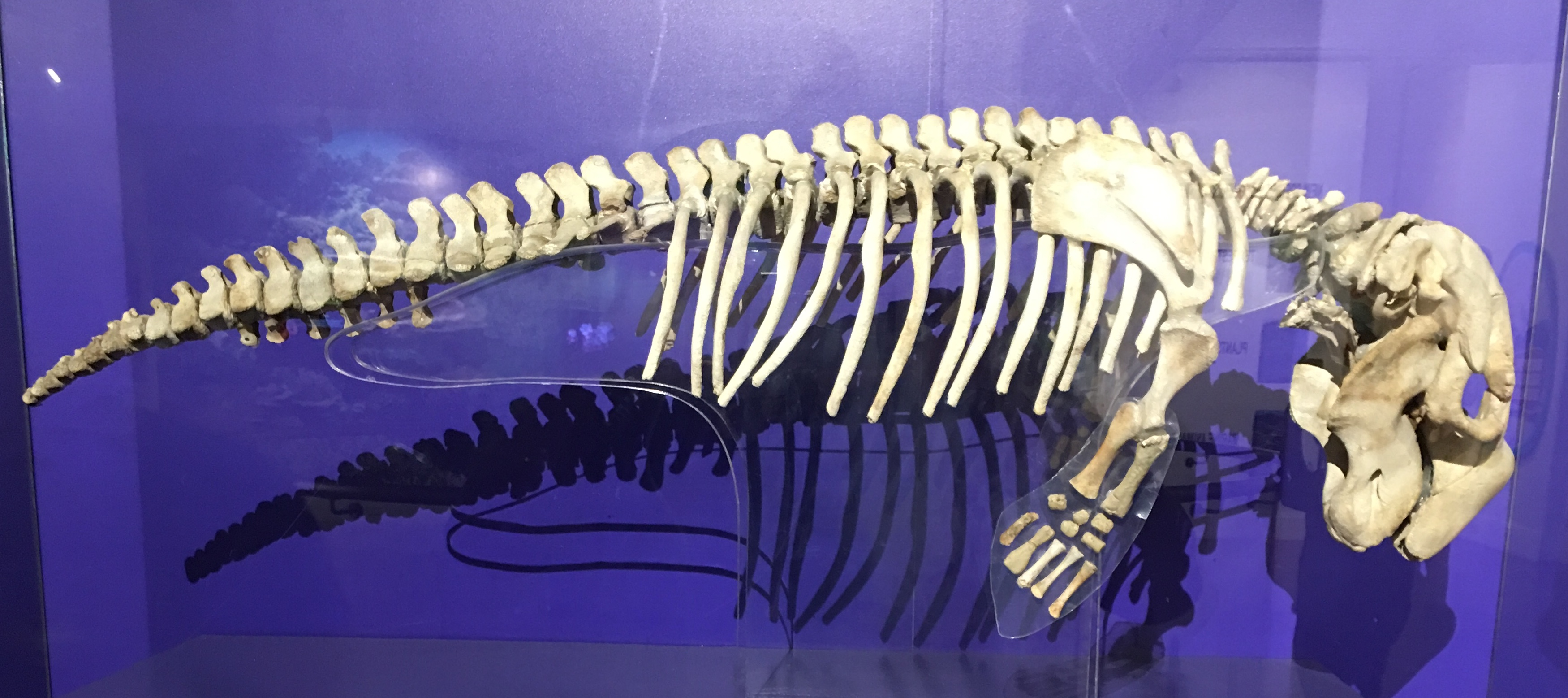
Bộ xương cá cúi trưng bày tại Bảo tàng quốc gia Philippines.

## Phân loại
- Họ Dugongidae
  - Chi †Anisosiren
  - Chi †Caribosiren
  - Chi †Indosiren
  - Chi †Lentiarenium
  - Chi †Kaupitherium[3]
  - Chi †Paralitherium
  - Chi †Priscosiren[4]
  - Chi †Prohalicore
  - Chi †Sirenavus
  - Phân họ †Halitheriinae
    - Chi †Halitherium (nomen dubium)

  - Phân họ Dugonginae
    - Chi †Bharatisiren
    - Chi †Callistosiren[5]
    - Chi †Crenatosiren
    - Chi †Corystosiren
    - Chi †Culebratherium
    - Chi †Dioplotherium
    - Chi †Domningia
    - Chi Dugong
      - Dugong dugon (cá cúi)

    - Chi †Italosiren[6]
    - Chi †Kutchisiren
    - Chi †Nanosiren
    - Chi †Norosiren
    - Chi †Rytiodus
    - Chi †Xenosiren

  - Phân họ †Metaxytheriinae
    - Chi †Metaxytherium

  - Phân họ †Hydrodamalinae
    - Chi †Dusisiren
    - Chi †Hydrodamalis
      - †Hydrodamalis cuestae
      - †Hydrodamalis spissa[7]
      - †Hydrodamalis gigas (bò biển Steller)

Các chi Eosiren, Eotheroides và Prototherium từng được đặt vào phân họ Halitheriinae trong quá khứ, nhưng phân tích theo nhánh gần đây đã phục hồi các chi này như là cơ sở cho nhánh được tạo bởi họ Trichechidae và họ Dugongidae. Hơn nữa, phân họ Halitheriinae là cận ngành với Dugonginae và Hydrodamalinae, và việc tiếp tục sử dụng tên này nên dừng lại vì chi điển hình dựa vào một chiếc răng không có tính chẩn đoán.

## Hình ảnh

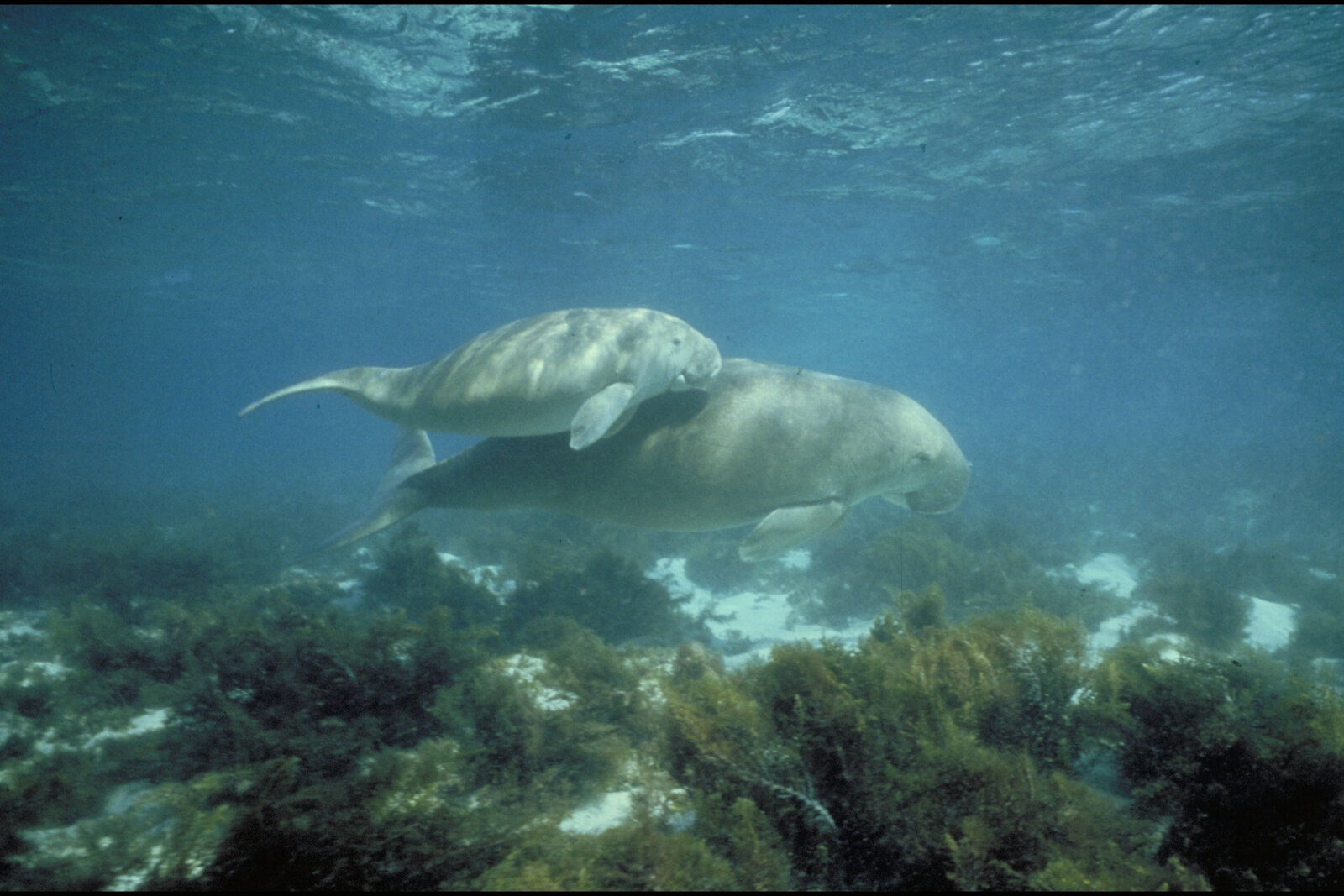
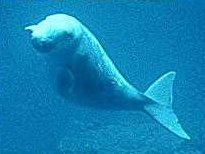
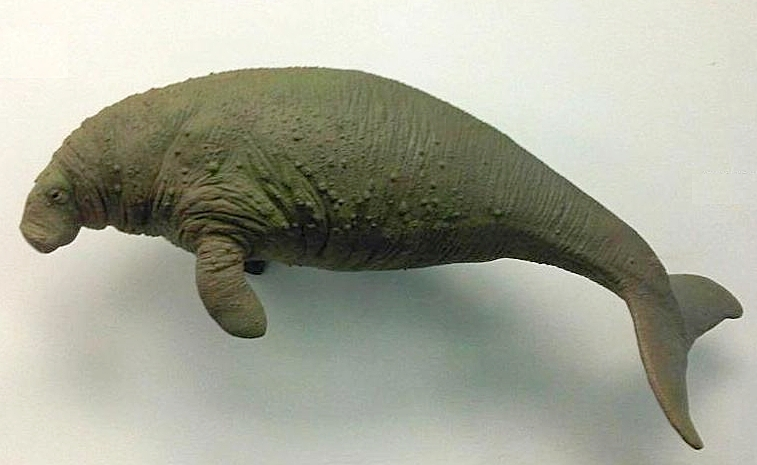

## Phát sinh chủng loài
| Macroscelidea | Macroscelididae                                                |
|               | Macroscelididae                                                |
| Afrosoricida  | \| \| Chrysochloridae \| \| \| \| \| \| Tenrecidae \| \| \| \| |
|               | \| \| Chrysochloridae \| \| \| \| \| \| Tenrecidae \| \| \| \| |
|               | Chrysochloridae                                                |
|               |                                                                |
|               | Tenrecidae                                                     |
|               |                                                                |

|  | Chrysochloridae |
|  |                 |
|  | Tenrecidae      |
|  |                 |

| Macroscelidea | Macroscelididae                                                |
|               | Macroscelididae                                                |
| Afrosoricida  | \| \| Chrysochloridae \| \| \| \| \| \| Tenrecidae \| \| \| \| |
|               | \| \| Chrysochloridae \| \| \| \| \| \| Tenrecidae \| \| \| \| |
|               | Chrysochloridae                                                |
|               |                                                                |
|               | Tenrecidae                                                     |
|               |                                                                |

|  | Chrysochloridae |
|  |                 |
|  | Tenrecidae      |
|  |                 |

| Proboscidea | Elephantidae                                                |
|             | Elephantidae                                                |
| Sirenia     | \| \| Dugongidae \| \| \| \| \| \| Trichechidae \| \| \| \| |
|             | \| \| Dugongidae \| \| \| \| \| \| Trichechidae \| \| \| \| |
|             | Dugongidae                                                  |
|             |                                                             |
|             | Trichechidae                                                |
|             |                                                             |

|  | Dugongidae   |
|  |              |
|  | Trichechidae |
|  |              |

| Proboscidea | Elephantidae                                                |
|             | Elephantidae                                                |
| Sirenia     | \| \| Dugongidae \| \| \| \| \| \| Trichechidae \| \| \| \| |
|             | \| \| Dugongidae \| \| \| \| \| \| Trichechidae \| \| \| \| |
|             | Dugongidae                                                  |
|             |                                                             |
|             | Trichechidae                                                |
|             |                                                             |

|  | Dugongidae   |
|  |              |
|  | Trichechidae |
|  |              |

| Macroscelidea | Macroscelididae                                                |
|               | Macroscelididae                                                |
| Afrosoricida  | \| \| Chrysochloridae \| \| \| \| \| \| Tenrecidae \| \| \| \| |
|               | \| \| Chrysochloridae \| \| \| \| \| \| Tenrecidae \| \| \| \| |
|               | Chrysochloridae                                                |
|               |                                                                |
|               | Tenrecidae                                                     |
|               |                                                                |

|  | Chrysochloridae |
|  |                 |
|  | Tenrecidae      |
|  |                 |

| Macroscelidea | Macroscelididae                                                |
|               | Macroscelididae                                                |
| Afrosoricida  | \| \| Chrysochloridae \| \| \| \| \| \| Tenrecidae \| \| \| \| |
|               | \| \| Chrysochloridae \| \| \| \| \| \| Tenrecidae \| \| \| \| |
|               | Chrysochloridae                                                |
|               |                                                                |
|               | Tenrecidae                                                     |
|               |                                                                |

|  | Chrysochloridae |
|  |                 |
|  | Tenrecidae      |
|  |                 |

| Proboscidea | Elephantidae                                                |
|             | Elephantidae                                                |
| Sirenia     | \| \| Dugongidae \| \| \| \| \| \| Trichechidae \| \| \| \| |
|             | \| \| Dugongidae \| \| \| \| \| \| Trichechidae \| \| \| \| |
|             | Dugongidae                                                  |
|             |                                                             |
|             | Trichechidae                                                |
|             |                                                             |

|  | Dugongidae   |
|  |              |
|  | Trichechidae |
|  |              |

| Proboscidea | Elephantidae                                                |
|             | Elephantidae                                                |
| Sirenia     | \| \| Dugongidae \| \| \| \| \| \| Trichechidae \| \| \| \| |
|             | \| \| Dugongidae \| \| \| \| \| \| Trichechidae \| \| \| \| |
|             | Dugongidae                                                  |
|             |                                                             |
|             | Trichechidae                                                |
|             |                                                             |

|  | Dugongidae   |
|  |              |
|  | Trichechidae |
|  |              |